# Danh sách cầu thủ tham dự Giải bóng đá vô địch quốc gia 2023
Dưới đây là đội hình tham dự của các câu lạc bộ tại Giải bóng đá Vô địch quốc gia 2023 tính tới ngày 17 tháng 1 năm 2023.

## Giai đoạn 1

### Becamex Bình Dương
Ghi chú: Quốc kỳ chỉ đội tuyển quốc gia được xác định rõ trong điều lệ tư cách FIFA. Các cầu thủ có thể giữ hơn một quốc tịch ngoài FIFA.
| Số | VT | Quốc gia | Cầu thủ                |
| -- | -- | -------- | ---------------------- |
| 1  | TM | Việt Nam | Nguyễn Sơn Hải         |
| 3  | HV | Việt Nam | Nguyễn Thanh Thảo      |
| 4  | HV | Việt Nam | Nguyễn Thành Lộc       |
| 6  | TV | Việt Nam | Nguyễn Trọng Huy       |
| 7  | HV | Việt Nam | Nguyễn Thanh Long      |
| 8  | TV | Uganda   | Moses Oloya            |
| 9  | TĐ | Jamaica  | Rimario Allando Gordon |
| 10 | TĐ | Việt Nam | Hồ Sỹ Giáp             |
| 11 | TĐ | Việt Nam | Bùi Vĩ Hào             |
| 12 | TV | Việt Nam | Trần Duy Khánh         |
| 14 | TV | Việt Nam | Trần Hoàng Phương      |
| 15 | HV | Việt Nam | Trương Dũ Đạt          |
| 16 | TV | Việt Nam | Nguyễn Trần Việt Cường |
| 17 | TV | Việt Nam | Tống Anh Tỷ            |

| Số | VT | Quốc gia | Cầu thủ            |
| -- | -- | -------- | ------------------ |
| 18 | HV | Việt Nam | Hà Trung Hậu       |
| 20 | HV | Việt Nam | Đoàn Tuấn Cảnh     |
| 21 | TV | Việt Nam | Trần Đình Khương   |
| 22 | TĐ | Việt Nam | Nguyễn Tiến Linh   |
| 25 | TM | Việt Nam | Trần Minh Toàn     |
| 26 | TV | Việt Nam | Lưu Tự Nhân        |
| 27 | TV | Việt Nam | Đoàn Hải Quân      |
| 29 | TV | Việt Nam | Vũ Hoàng Minh Khoa |
| 31 | TV | Việt Nam | A Sân              |
| 32 | HV | Việt Nam | Đặng Thanh Hoàn    |
| 33 | TĐ | Brasil   | Joan Guilherme     |
| 39 | TV | Việt Nam | Trần Trung Hiếu    |
| 46 | TM | Việt Nam | Phan Minh Thành    |

### Công an Hà Nội
Ghi chú: Quốc kỳ chỉ đội tuyển quốc gia được xác định rõ trong điều lệ tư cách FIFA. Các cầu thủ có thể giữ hơn một quốc tịch ngoài FIFA.
| Số | VT | Quốc gia       | Cầu thủ           |
| -- | -- | -------------- | ----------------- |
| 1  | TM | Cộng hòa Séc   | Filip Nguyễn      |
| 2  | HV | Bồ Đào Nha     | Elton Monteiro    |
| 3  | HV | Việt Nam       | Huỳnh Tấn Sinh    |
| 4  | HV | Việt Nam       | Hồ Tấn Tài        |
| 5  | HV | Việt Nam       | Đoàn Văn Hậu      |
| 6  | TV | Việt Nam       | Huỳnh Tấn Tài     |
| 7  | HV | Việt Nam       | Sầm Ngọc Đức      |
| 8  | TĐ | Việt Nam       | Nguyễn Xuân Nam   |
| 9  | TĐ | Cộng hòa Congo | Juvhel Tsoumou    |
| 11 | TĐ | Serbia         | Dejan Georgijevic |
| 12 | HV | Việt Nam       | Hoàng Văn Toản    |
| 15 | TV | Việt Nam       | Bùi Xuân Thịnh    |
| 16 | HV | Việt Nam       | Bùi Tiến Dụng     |
| 17 | HV | Việt Nam       | Vũ Văn Thanh      |
| 18 | TĐ | Việt Nam       | Hồ Ngọc Thắng     |
| 19 | HV | Việt Nam       | Trịnh Đức Lợi     |
| 20 | TĐ | Việt Nam       | Phan Văn Đức      |

| Số | VT | Quốc gia | Cầu thủ             |
| -- | -- | -------- | ------------------- |
| 21 | TV | Việt Nam | Phạm Văn Luân       |
| 22 | TV | Việt Nam | Trần Văn Trung      |
| 23 | TV | Việt Nam | Nguyễn Như Tuấn     |
| 24 | TM | Việt Nam | Bùi Tiến Dũng       |
| 26 | TV | Việt Nam | Hà Văn Phương       |
| 27 | TV | Việt Nam | La Nguyễn Bảo Trung |
| 28 | TV | Việt Nam | Tô Văn Vũ           |
| 29 | TV | Việt Nam | Nguyễn Trọng Long   |
| 30 | HV | Việt Nam | Nguyễn Hữu Thực     |
| 32 | HV | Việt Nam | Vũ Hữu Qúy          |
| 33 | TM | Việt Nam | Đỗ Sỹ Huy           |
| 38 | TV | Việt Nam | Phan Văn Hiếu       |
| 47 | TĐ | Việt Nam | Phạm Gia Hưng       |
| 55 | HV | Việt Nam | Trần Quang Thịnh    |
| 82 | TM | Việt Nam | Hoàng Trung Phong   |
| 88 | TV | Việt Nam | Lê Văn Đô           |
| 98 | HV | Việt Nam | Giáp Tuấn Dương     |

### Đông Á Thanh Hóa
Ghi chú: Quốc kỳ chỉ đội tuyển quốc gia được xác định rõ trong điều lệ tư cách FIFA. Các cầu thủ có thể giữ hơn một quốc tịch ngoài FIFA.
| Số | VT | Quốc gia | Cầu thủ            |
| -- | -- | -------- | ------------------ |
| 2  | TĐ | Việt Nam | Hoàng Đình Tùng    |
| 3  | HV | Việt Nam | Vũ Xuân Cường      |
| 4  | HV | Việt Nam | Đàm Tiến Dũng      |
| 5  | TV | Việt Nam | Nguyễn Minh Tùng   |
| 6  | HV | Việt Nam | Nguyễn Sỹ Nam      |
| 7  | TV | Việt Nam | Nguyễn Hữu Dũng    |
| 9  | TV | Việt Nam | Lê Xuân Hùng       |
| 10 | TV | Việt Nam | Lê Văn Thắng       |
| 11 | TV | Việt Nam | Lê Phạm Thành Long |
| 12 | TV | Việt Nam | Nguyễn Thái Sơn    |
| 14 | TV | Việt Nam | Nguyễn Ngọc Mỹ     |
| 15 | HV | Việt Nam | Trịnh Văn Lợi      |
| 16 | TV | Việt Nam | Đinh Tiến Thành    |
| 17 | TV | Việt Nam | Lâm Ti Phông       |
| 18 | HV | Việt Nam | Nguyễn Nam Anh     |

| Số | VT | Quốc gia | Cầu thủ                       |
| -- | -- | -------- | ----------------------------- |
| 19 | TV | Việt Nam | Lê Quốc Phương                |
| 20 | TĐ | Việt Nam | Nguyễn Trọng Hùng             |
| 21 | HV | Việt Nam | Nguyễn Đình Huyên             |
| 25 | TM | Việt Nam | Nguyễn Thanh Diệp             |
| 26 | TM | Việt Nam | Trần Bửu Ngọc                 |
| 27 | TV | Việt Nam | A Mít                         |
| 28 | TV | Việt Nam | Hoàng Thái Bình               |
| 29 | HV | Việt Nam | Đoàn Ngọc Hà                  |
| 32 | TV | Việt Nam | Lê Ngọc Nam                   |
| 34 | HV | Việt Nam | Doãn Ngọc Tân                 |
| 37 | TĐ | Brasil   | Bruno Cunha Cantanhede        |
| 67 | TM | Việt Nam | Trịnh Xuân Hoàng              |
| 77 | TĐ | Brasil   | Paulo Conrado Do Carmo Sardin |
| 91 | TĐ | Việt Nam | Lê Thanh Bình                 |
| 95 | TV | Brasil   | Gustavo Sant'Ana              |

### 4,Hà Nội
Ghi chú: Quốc kỳ chỉ đội tuyển quốc gia được xác định rõ trong điều lệ tư cách FIFA. Các cầu thủ có thể giữ hơn một quốc tịch ngoài FIFA.
| Số | VT | Quốc gia | Cầu thủ                        |
| -- | -- | -------- | ------------------------------ |
| 1  | TM | Việt Nam | Bùi Tấn Trường                 |
| 2  | HV | Việt Nam | Đỗ Duy Mạnh                    |
| 6  | TV | Việt Nam | Vũ Minh Tuấn                   |
| 7  | TV | Brasil   | Goncalves Silva Lucas Vinicius |
| 8  | TV | Việt Nam | Đậu Văn Toàn                   |
| 9  | TĐ | Việt Nam | Phạm Tuấn Hải                  |
| 10 | TĐ | Việt Nam | Nguyễn Văn Quyết               |
| 11 | TV | Việt Nam | Phạm Thành Lương               |
| 13 | HV | Việt Nam | Trần Văn Kiên                  |
| 14 | TV | Việt Nam | Nguyễn Hai Long                |
| 15 | HV | Việt Nam | Nguyễn Đức Anh                 |
| 16 | HV | Việt Nam | Nguyễn Thành Chung             |
| 18 | TM | Việt Nam | Nguyễn Văn Công                |
| 19 | TV | Việt Nam | Nguyễn Văn Trường              |
| 20 | HV | Việt Nam | Bùi Hoàng Việt Anh             |

| Số | VT | Quốc gia | Cầu thủ                             |
| -- | -- | -------- | ----------------------------------- |
| 22 | TV | Việt Nam | Mạch Ngọc Hà                        |
| 23 | TĐ | Brasil   | De Souza Irmer Jean Carlos          |
| 24 | HV | Việt Nam | Vũ Văn Sơn                          |
| 25 | TĐ | Việt Nam | Lê Xuân Tú                          |
| 27 | HV | Việt Nam | Vũ Tiến Long                        |
| 37 | TM | Việt Nam | Quan Văn Chuẩn                      |
| 45 | HV | Việt Nam | Lê Văn Xuân                         |
| 52 | HV | Việt Nam | Nguyễn Văn Vĩ                       |
| 65 | TV | Việt Nam | Trần Văn Đạt                        |
| 66 | HV | Việt Nam | Nguyễn Văn Dũng                     |
| 70 | TĐ | Brasil   | William Henrique Rodriguez Da Silva |
| 74 | TV | Việt Nam | Trương Văn Thái Quý                 |
| 88 | TV | Việt Nam | Đỗ Hùng Dũng                        |
| 89 | TĐ | Việt Nam | Nguyễn Văn Tùng                     |

### Hải Phòng
Ghi chú: Quốc kỳ chỉ đội tuyển quốc gia được xác định rõ trong điều lệ tư cách FIFA. Các cầu thủ có thể giữ hơn một quốc tịch ngoài FIFA.
| Số | VT | Quốc gia | Cầu thủ           |
| -- | -- | -------- | ----------------- |
| 1  | TM | Việt Nam | Nguyễn Đình Triệu |
| 2  | HV | Việt Nam | Nguyễn Anh Hùng   |
| 3  | HV | Việt Nam | Phạm Mạnh Hùng    |
| 5  | HV | Việt Nam | Đặng Văn Tới      |
| 6  | TV | Việt Nam | Martin Lo         |
| 7  | TĐ | Uganda   | Joseph Mpande     |
| 8  | TV | Việt Nam | Lương Xuân Trường |
| 11 | TV | Việt Nam | Hồ Minh Dĩ        |
| 12 | HV | Việt Nam | Trịnh Hoa Hùng    |
| 14 | TV | Việt Nam | Nguyễn Hải Huy    |
| 15 | HV | Việt Nam | Nguyễn Văn Đạt    |
| 17 | HV | Việt Nam | Phạm Trung Hiếu   |
| 19 | TV | Việt Nam | Lê Mạnh Dũng      |
| 20 | HV | Việt Nam | Dương Văn Khoa    |
| 21 | TV | Việt Nam | Nguyễn Kiên Quyết |

| Số | VT | Quốc gia | Cầu thủ            |
| -- | -- | -------- | ------------------ |
| 22 | TV | Việt Nam | Nguyễn Phú Nguyên  |
| 23 | HV | Việt Nam | Lê Trung Hiếu      |
| 25 | TM | Việt Nam | Phạm Văn Luân      |
| 26 | TM | Việt Nam | Nguyễn Văn Toản    |
| 28 | HV | Đức      | Nguyen Nhu Duc Anh |
| 29 | TV | Việt Nam | Nguyễn Văn Minh    |
| 30 | TV | Việt Nam | Lương Hoàng Nam    |
| 38 | HV | Việt Nam | Nguyễn Trọng Hiếu  |
| 45 | TV | Việt Nam | Nguyễn Thành Đồng  |
| 65 | TĐ | Ghana    | Emmanuel Okutu     |
| 66 | HV | Haiti    | Bicou Bissainthe   |
| 77 | TV | Việt Nam | Nguyễn Hữu Sơn     |
| 79 | TV | Việt Nam | Nguyễn Tuấn Anh    |
| 97 | TV | Việt Nam | Triệu Việt Hưng    |

### 6,Hoàng Anh Gia Lai
Ghi chú: Quốc kỳ chỉ đội tuyển quốc gia được xác định rõ trong điều lệ tư cách FIFA. Các cầu thủ có thể giữ hơn một quốc tịch ngoài FIFA.
| Số | VT | Quốc gia   | Cầu thủ                 |
| -- | -- | ---------- | ----------------------- |
| 1  | TM | Việt Nam   | Dương Văn Lợi           |
| 2  | HV | Việt Nam   | Lê Văn Sơn              |
| 3  | HV | Việt Nam   | Lê Văn Đại              |
| 4  | TV | Việt Nam   | Châu Ngọc Quang         |
| 5  | HV | Việt Nam   | Nguyễn Hữu Anh Tài      |
| 6  | TV | Việt Nam   | Trần Thanh Sơn          |
| 7  | TĐ | Bồ Đào Nha | Paollo Madeira Oliveira |
| 8  | TV | Việt Nam   | Trần Minh Vương         |
| 9  | TĐ | Việt Nam   | Đinh Thanh Bình         |
| 10 | TĐ | Việt Nam   | Lê Minh Bình            |
| 11 | TV | Việt Nam   | Nguyễn Tuấn Anh         |
| 12 | TĐ | Brasil     | Washington Brandão      |
| 17 | TV | Việt Nam   | Võ Đình Lâm             |
| 19 | TĐ | Việt Nam   | Nguyễn Quốc Việt        |
| 20 | TV | Việt Nam   | Trần Bảo Toàn           |

| Số | VT | Quốc gia | Cầu thủ                |
| -- | -- | -------- | ---------------------- |
| 21 | TV | Việt Nam | Lê Huy Kiệt            |
| 23 | HV | Việt Nam | Nguyễn Thanh Nhân      |
| 24 | TV | Việt Nam | Nguyễn Đức Việt        |
| 25 | TM | Việt Nam | Trần Trung Kiên        |
| 26 | TM | Việt Nam | Huỳnh Tuấn Linh        |
| 27 | TV | Việt Nam | Nguyễn Văn Triệu       |
| 28 | TĐ | Việt Nam | Nguyễn Văn Anh         |
| 29 | TV | Việt Nam | Âu Dương Quân          |
| 34 | TV | Việt Nam | Lê Hữu Phước           |
| 44 | HV | Sénégal  | Pape Abdoulaye Diakite |
| 62 | HV | Việt Nam | Phan Du Học            |
| 66 | TV | Việt Nam | Trần Đình Bảo          |
| 82 | TV | Việt Nam | A Hoàng                |
| 99 | HV | Việt Nam | Dụng Quang Nho         |

### 7,Hồng Lĩnh Hà Tĩnh
Ghi chú: Quốc kỳ chỉ đội tuyển quốc gia được xác định rõ trong điều lệ tư cách FIFA. Các cầu thủ có thể giữ hơn một quốc tịch ngoài FIFA.
| Số | VT | Quốc gia | Cầu thủ                  |
| -- | -- | -------- | ------------------------ |
| 5  | TV | Việt Nam | Đặng Văn Trâm            |
| 6  | TV | Việt Nam | Ngô Xuân Toàn            |
| 7  | TV | Việt Nam | Đinh Thanh Trung         |
| 10 | TV | Việt Nam | Trần Phi Sơn             |
| 11 | TV | Việt Nam | Nguyễn Văn Hiệp          |
| 12 | TV | Việt Nam | Nguyễn Vũ Linh           |
| 14 | TV | Việt Nam | Đào Nhật Minh            |
| 15 | HV | Brasil   | Janclesio Almeida Santos |
| 16 | TV | Việt Nam | Phạm Văn Long            |
| 17 | HV | Việt Nam | Đào Văn Nam              |
| 18 | TĐ | Việt Nam | Vũ Quang Nam             |
| 19 | HV | Việt Nam | Nguyễn Văn Đức           |
| 20 | HV | Việt Nam | Nguyễn Xuân Hùng         |
| 21 | HV | Việt Nam | Nguyễn Văn Huy           |

| Số | VT | Quốc gia | Cầu thủ                      |
| -- | -- | -------- | ---------------------------- |
| 25 | TM | Việt Nam | Dương Quang Tuấn             |
| 26 | TV | Việt Nam | Bùi Văn Đức                  |
| 27 | HV | Việt Nam | Phạm Thanh Tiệp              |
| 28 | TV | Việt Nam | Nguyễn Trung Học             |
| 29 | TM | Việt Nam | Dương Tùng Lâm               |
| 30 | HV | Việt Nam | Vũ Viết Triều                |
| 33 | TĐ | Việt Nam | Trần Đức Nam                 |
| 36 | TM | Việt Nam | Nguyễn Thanh Tùng            |
| 37 | TV | Việt Nam | Trần Văn Công                |
| 86 | HV | Việt Nam | Đào Tấn Lộc                  |
| 88 | TĐ | Brasil   | Jose Paulo De Oliveira Pinto |
| 91 | TĐ | Sénégal  | Diallo Abdoulaye             |
| 97 | HV | Việt Nam | Nguyễn Văn Hạnh              |

## Ngoại binh
Tính đến 17 tháng 1 năm 2023
| Liên đoàn | Cầu thủ | Quốc gia                                                |
| --------- | ------- | ------------------------------------------------------- |
| CONMEBOL  | 24      | Brasil (24)                                             |
| CONCACAF  | 5       | Jamaica (3), Hoa Kỳ (1), Haiti (1)                      |
| CAF       | 6       | Nigeria (2), Uganda (2), Sénégal (1), Ghana (1)         |
| UEFA      | 5       | Tây Ban Nha (1), Serbia (1), Anh (1), Bỉ (1), Litva (1) |
| AFC       | 2       | Úc (1), Uzbekistan (1)                                  |

Danh sách này không tính các cầu thủ nhập tịch